# ليكيو بيريا
ليكيو بيريا هي بلدية في مقاطعة كونيو في منطقة بيدمونت الإيطالية تقع على بعد نحو 60 كيلومتر (37 ميل) جنوب شرق تورينو ونحو 50 كيلومتر (31 ميل) شمال شرق كونيو. اعتبارًا من 31 ديسمبر 2004 كان عدد سكانها 542 نسمة وتبلغ مساحتها 11.9 كيلومتر مربع (4.6 ميل2).
تقع ليكيو بيريا على حدود البلديات التالية: ألباريتو ديلا توري وأرغويلو وبينيفيلو وبرجومال وبوسيا وكرافانتسانا وروديلو.